# Marti Malloy
Martilou "Marti" Malloy (ur. 23 czerwca 1986) – amerykańska judoczka. Brązowa medalistka olimpijska z Londynu, wicemistrzyni świata.
Walczy w kategorii do 57 kilogramów i to w niej sięgnęła po medal olimpijski. Zawody w 2012 były jej pierwszymi igrzyskami olimpijskimi. W 2010 i 2011 była wicemistrzynią Ameryki w tej samej kategorii. Startowała w Pucharze Świata w latach 2006, 2008, 2010–2012, 2014, 2017.